# تصورات ثقافية لفريدرش بربروسا

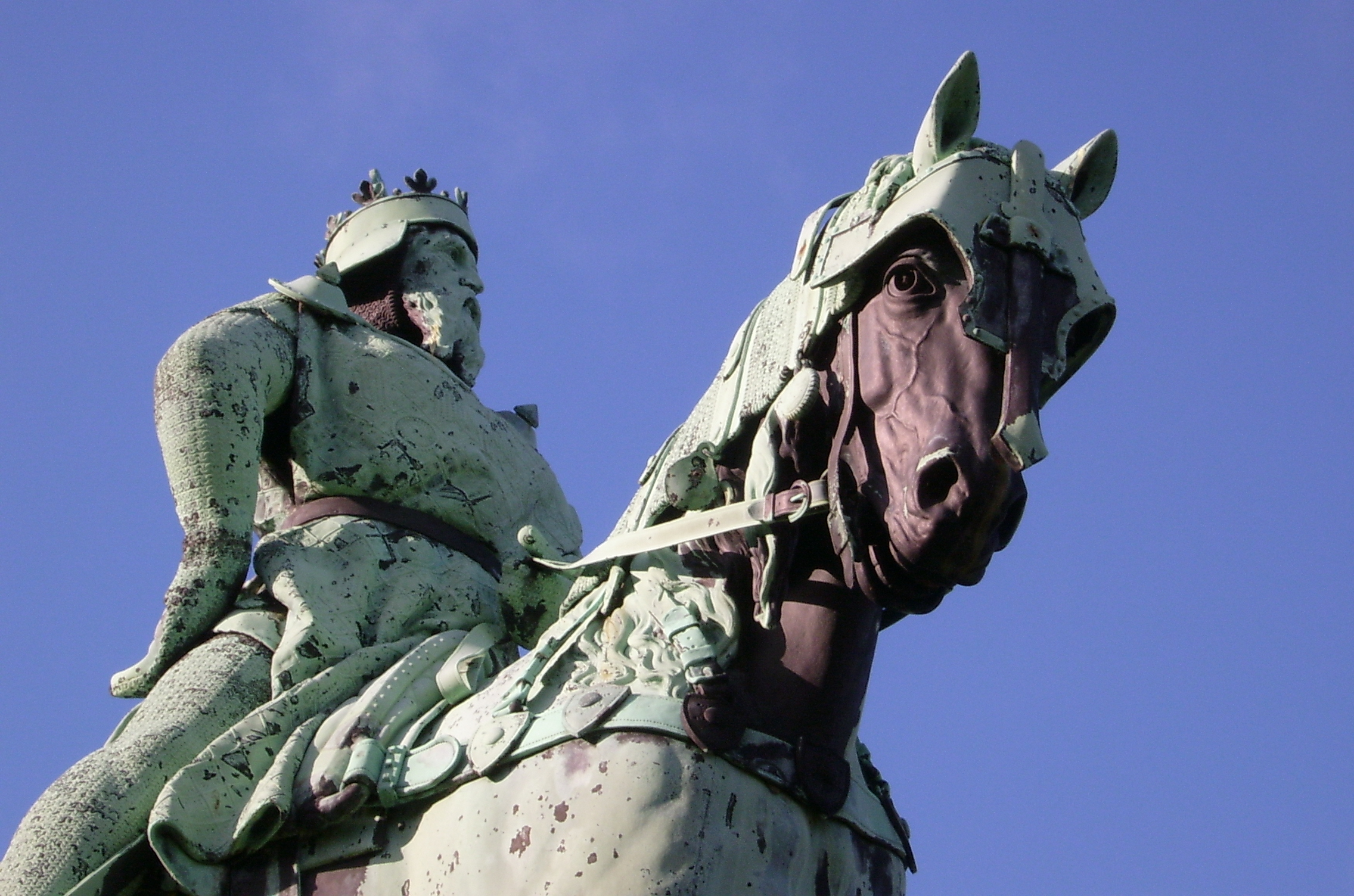
تمثال فروسية لفريدرش الأول.

كان فريدرش الأول، الملقب ببربروسا، أحد أبرز الأباطرة الرومان المقدسين الذين تركوا إرثًا سياسيًا وثقافيًا كبيرًا، وخاصة في ألمانيا وإيطاليا. كان موضوع العديد من الدراسات والأعمال الفنية، واستخدمته بعض الحركات والأنظمة كرمز سياسي، في القرن التاسع عشر وأوائل القرن العشرين، بسبب شعبيته وسمعته السيئة، ومن ضمنها حركة توحيد إيطاليا، وحكومة القيصرية الألمانية (خاصة في عهد الإمبراطور فيلهلم الأول)، وحركة حزب العمال القومي الإشتراكي الألماني. يدعو العلماء مثل كورت جوريش إلى الحياد في هذا الوقت الذي لم يعد من الضروري فيه ترسيخ التقاليد لإحياء ذكرى الإمبراطور، ويحذرون من استغلال الشخصية التاريخية كأداة بطريقة أخرى. يرفض المؤرخون المعاصرون عمومًا الأساطير القومية، بينما يصورون الإمبراطور كحاكم مؤثر عانى العديد من النكسات، ولكنه تمكن في كثير من الأحيان من استعادة قوته. تستكشف دراسات مختلفة جوانب مختلفة من شخصيته، فتؤكد الدراسة الألمانية الأخيرة على علاقة الإمبراطور بثقافة الشهامة في ذلك الوقت.

## أساطير وحكايات
- أُرسِل رفات الملوك الثلاثة (المجوس الثلاثة) إلى كولونيا بعد احتلال مدينة ميلانو في عام 1162. تحتفظ كاتدرائية كولونيا برفاتهم وتبجلهم حتى اليوم.[2]
- مات الإمبراطور الشعبي دون اعتراف (إذ اعتُبِر الموت المفاجئ في العصور الوسطى عقابًا من الله)، فوُلِدت العديد من الأساطير لمساعدة الناس على التعامل مع هذه الحالة. غيّر بعض المؤرخين قصة موت الإمبراطور لإظهاره بأنه تاب قبل موته.[3]
- تُعد أشهر أسطورة لبربروسا هي أسطورة كيفهاوزر (الملك النائم في الجبل). تقول الأسطورة إنه ليس ميتًا، بل نائم مع فرسانه في كهف في جبال كيفهاوزر في تورينغن أو جبل أنترزبرغ على الحدود بين بافاريا بألمانيا وسالزبورغ بالنمسا؛ وأنه عندما تتوقف الغربان عن الطيران حول الجبل سوف يستيقظ ويعيد ألمانيا إلى العصر الذهبي. تقول القصة إن لحيته الحمراء نمت حتى وصلت إلى الطاولة التي يجلس عليها، وإن عيناه نصف مغمضتين في النوم، ولكنه يرفع يده بين الحين والآخر ويرسل صبيًا إلى الخارج ليرى ما إذا كانت الغربان قد توقفت عن الطيران. هناك قصة مماثلة وقعت في صقلية وُثِّقت في وقت سابق عن حفيده فريدرش الثاني. بنت الإمبراطورية الألمانية نصب كيفهاوزر التذكاري على قمة جبل كيفهاوزر لكسب الدعم السياسي، وأعلن هذا النصب أن القيصر فيلهلم الأول هو إعادة تجسيد لفريدرش.[4] وُضِع النصب في 18 يونيو 1896، وهو يوم تتويج فريدرش.[5] قال فريد إن البروسيون لم يكونوا متحمسين خصوصًا لهوس بربروسا في البداية؛ وذلك على الرغم من (بربروسا كان في الأساس رمزًا لأمراء الجنوب، الذين أرادوا إرسال رسالة مفادها أنهم يريدون المشاركة في شؤون الحكومة المركزية كما في زمن الإمبراطور). بدأوا فقط في الترويج للأسطورة بنشاط في عام 1871 (وهو العام الذي أصبح فيه فيلهلم إمبراطورًا ألمانيًا).[6]
- صقل يعقوب دي فوراجين الأسطورة الذهبية في العصور الوسطى في أوروبا، وكانت تفسيرًا شائعًا لعلم الآخرة التوراتي، وتألفت من ثلاثة أشياء: الكوارث الطبيعية الرهيبة، ووصول المسيح الدجال وتنشئة ملك صالح لمحاربة المسيح الدجال. كانت هذه الخرافات الألفية شائعة، وتداولها السكان بحرية في قارة أوروبا. تناقل الناس روايات نهاية العالم منذ آلاف السنين، ولكنها دخلت التقليد المسيحي مع كتابات الرسول بطرس.[7]
- فُهِمَت الأسطورة على أنها نبوءة منذ البداية، كما رأينا في المجموعة الإيطالية العرافة إريتريا، وفي كتاب تأريخ العالم الساكسوني (1260) وكتاب التأريخ لساليمبين دي آدام. يظهر بربروسا في هيئة مسيانية (مسيحية)، إذ لم يكن مجرد نموذج جديد للحاكم بل النموذج الأخير أيضًا، وهو إمبراطور السلام، المرتبط بالأيام الأخيرة. لعبت الدعاية الألمانية في القرون اللاحقة دورًا في الأساطير المبالغ فيها والتي آمن بها عامة الناس من خلال وصف فريدرش بربروسا وفريدرش الثاني على أنهما تجسيد لنموذج «الملك الصالح». أصبحت شخصيات أخرى مثل مارتن لوثر وفريدرش الثاني العظيم من بروسيا وبسمارك مرتبطة أيضًا بعبادة الزعيم الوطني، وهي العبادة التي حشد لها الاشتراكيون الوطنيون لاحقًا.[8][9]
- تتحدث أسطورة أخرى عن أسر زوجة بربروسا، الإمبراطورة بياتريس، من قبل ميلانو الغاضب وإجبارها على ركوب حمار في المدينة بطريقة مذلة عندما كان بربروسا في طريقه للاستيلاء على ميلان في عام 1158. تشير بعض مصادر هذه الأسطورة إلى أن بربروسا انتقم من هذه الإهانة من خلال إجبار قضاة المدينة على إزالة تين من شرج الحمار باستخدام أسنانهم فقط. يذكر مصدر آخر أن بربروسا انتقم من كل رجل سليم البدن في المدينة، وأنه لم يكن التين الذي أُجبروا على حمله في أفواههم، بل فضلات من الحمار. عمل بربروسا على إهانتهم أكثر بإجبارهم على الصياح بجملة «انظروا إلى التين» والبراز موجود في أفواههم. كان يقال إن حركة الإهانة، التي تُدعى فيكو، المتمثلة في إغلاق كف اليد مع وضع الإبهام بين الإصبعين الأوسط والسبابة جاءت من أصل هذا الحدث. ذكرت خماسية غارغانتوا وبانتاغرويل هذه الأسطورة في القرن السادس عشر.
- أصبح فريدرش بربريًا رمزيًا خلال حركة التوحيد في إيطاليا، ومضطهِدًا أجنبيًا هزمه أبطال حركة الاستقلال الوطني التي تمثلها الرابطة اللومباردية. كان لهذا التفسير فيما بعد تأثيرًا على التأريخ الإيطالي. نشأت قصص مختلفة، ومن ضمنها تلك التي كتبها سيزار كانتو الذي روى أن فريدرش أعاد أفراد ميلانو الذين قطع أيديهم أو أزال أعينهم. يقول كارديني إن بعض الكتب المدرسية في إيطاليا ما تزال تصف فريدرش بربروسا بأنه اشتراكي وطني طليعي حتى يومنا هذا.[10]
- ما يزال بربروسا بالنسبة لأيطاليا شخصية أسطورية متناقضة، على عكس ألمانيا، وما يزال الظالم الأجنبي بالنسبة لميلانو وتورتونا وأستي التي دمرها جميعها، وتنظر إليه كومو وبابية ولودي بصورة أفضل (إذ كانت شكوى لودي إلى بربروسا بشأن تنمر ميلان سبب قدومه إلى إيطاليا)، وتعتبره المجموعة الأخيرة «داعمًا قديمًا لتقاليد مدنهم». يحتفظ بربروسا بصورة مقدسة في برينو. تُخلَط أساطير الظلام والضوء في سبوليتو عنه لتشكيل صورة «العدو المحبوب» (من كتاب العدو المحبوب). يمكن إيجاد روايات مختلفة ومتناقضة عن أفعال بربروسا، فهو شخصية تُلهِم مشاعر قوية.[11]